# Giannis Savvidakis

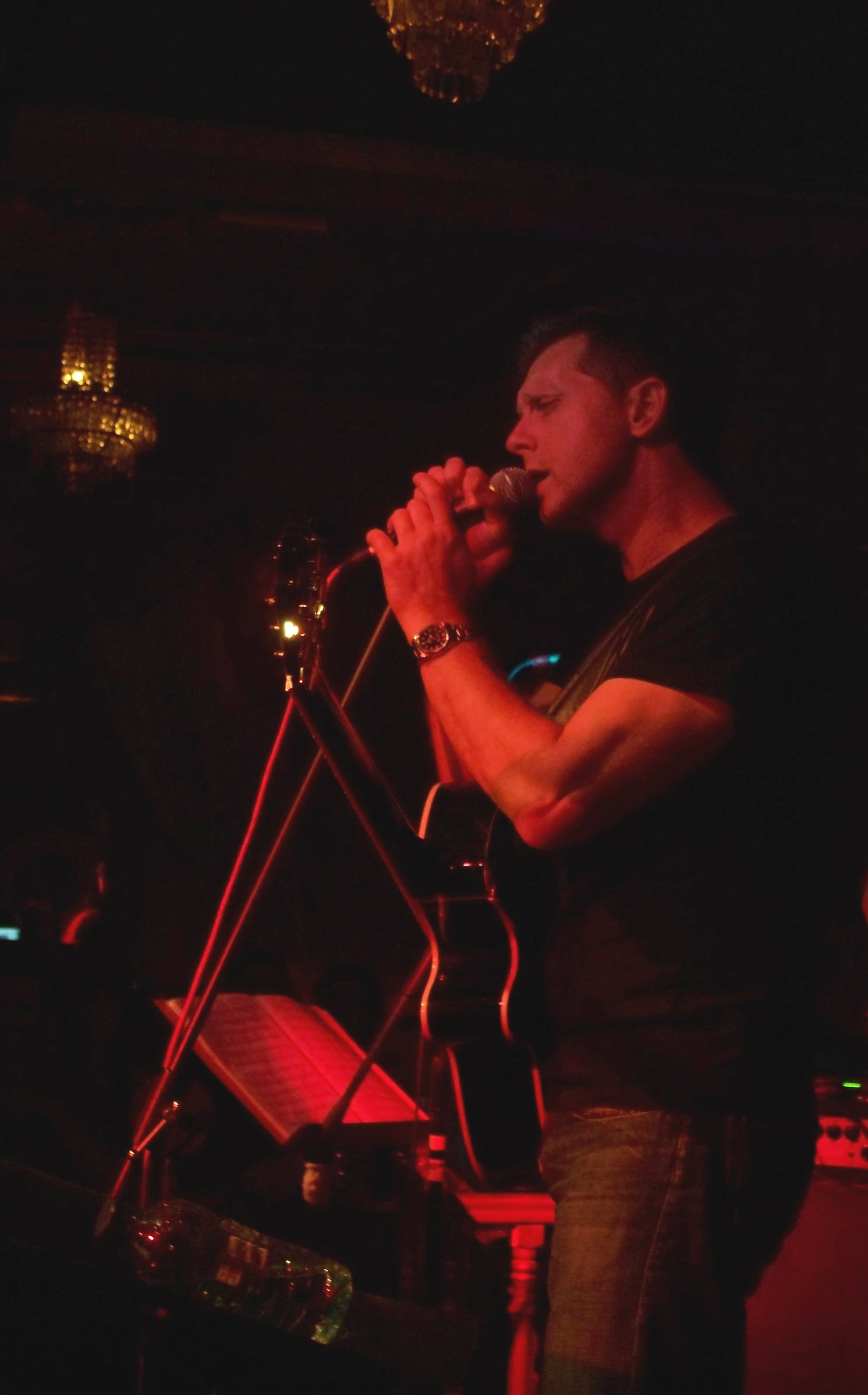
Giannis Savvidakis (2009)

Giannis Savvidakis (griech: Γιάννης Σαββιδάκης, * 1. April 1963 in Zografos) ist ein griechischer Popsänger.

## Leben und Wirken
Der ehemalige Sportstudent wurde ausgewählt, Zypern beim Concours Eurovision de la Chanson 1989 in Lausanne zusammen mit Fani Polymeri zu vertreten. Mit dem Popsong Apopse as vrethoume erreichte das Duo Platz elf. In jenem Jahr erschien auch Savvidakis Debütalbum. Anfang der 1990er Jahre war er kurzzeitig auch als Schauspieler in der griechischen Comedyserie Tis Ellados ta paidia zu sehen.

## Diskografie

### Alben
- 1989: Γιάννης Σαββιδάκης
- 1992: Ετοιμος για όλα
- 1995: Απ'το χάδι στο φιλί
- 1997: Ακροβάτης Του Ονείρου
- 1999: Έξω Από Την Αλήθεια
- 2003: Φώτα Αναμμένα

### Singles (Auswahl)
- 1989: Apopse as vrethoume (mit Fani Polymeri)
- 1995: To Koritsi Mou Koimatai
- 1997: Deka Magisses